# Æblekage
Æblekage er en kage lavet af æblegrød, sukkerristet rasp (evt. tilsat knuste makroner) der lægges i en skål lagvis. Kagen afsluttes med et lag flødeskum på toppen.